# FK Minsk (féminines)
Maillots
Le FK Minsk est un club biélorusse de football basé à Minsk.

## Palmarès
- Championnat de Biélorussie (7) :
  - Champion : 2013, 2014, 2015, 2016, 2017, 2018 et 2019

- Coupe de Biélorussie (8) :
  - Vainqueur : 2011, 2013, 2014, 2015, 2016, 2017, 2018 et 2019
  - Finaliste : 2012, 2020, 2021, 2022 et 2023

- Supercoupe de Biélorussie (6) :
  - Vainqueur : 2014, 2015, 2016, 2018, 2019 et 2020
  - Finaliste : 2012, 2017, 2021, 2022 et 2023
- Ligue baltique féminine (1) :
  - Vainqueur : 2018